# Guerre des Manuels (Japon)
Pour les articles homonymes, voir Guerre des Manuels.

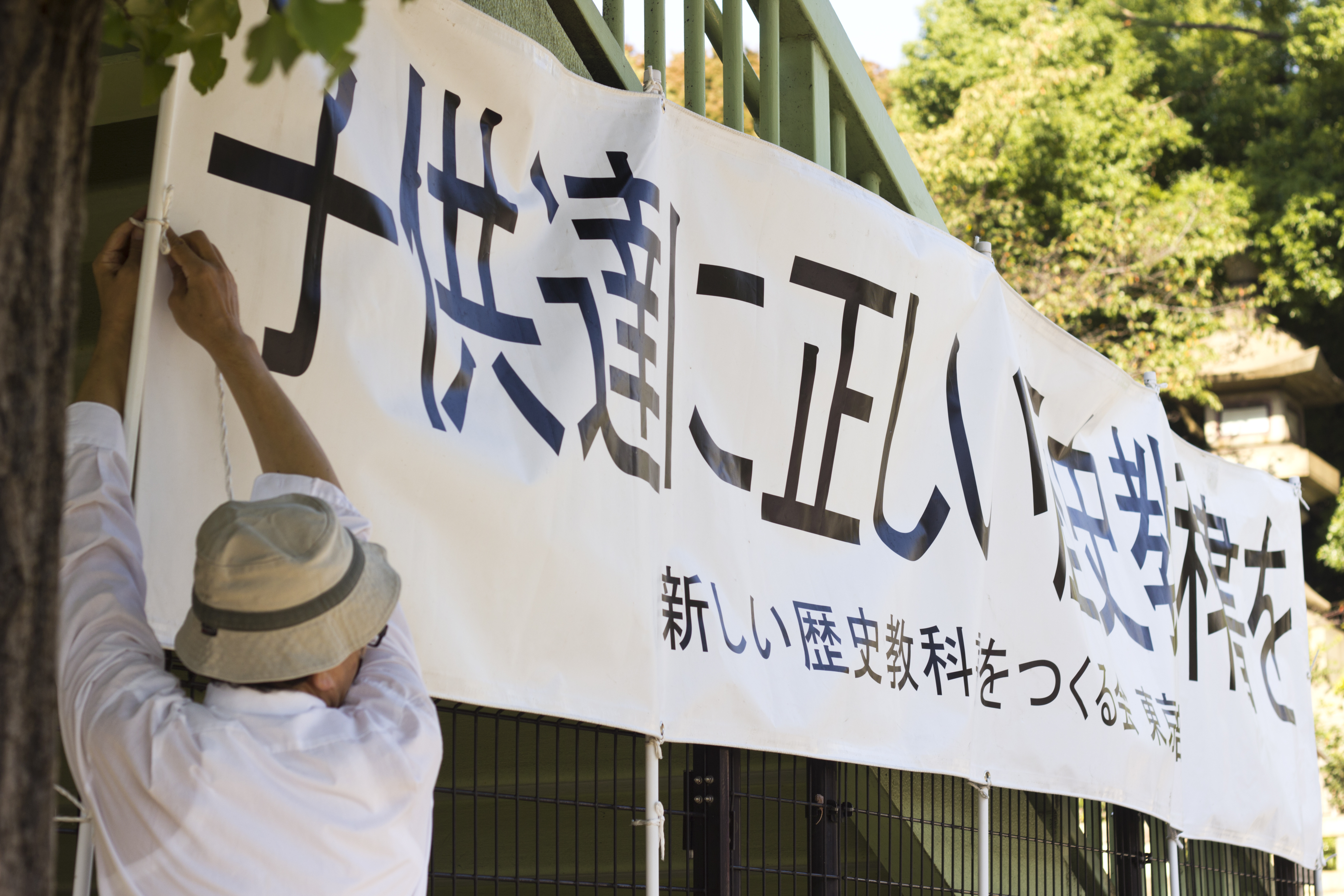
Membres du groupe révisionniste Société japonaise pour une réforme des manuels d'histoires en train d'installer une bannière où est inscrit « (Enseignez) la vraie histoire aux enfants » en face du sanctuaire Yasukuni.

La guerre des Manuels est une expression qui désigne les tensions entre la Chine, la Corée du Sud, et le Japon au sujet des manuels d'histoire japonais.
Ces tensions débutent en 1982 lors du processus d'homologation de nouveaux manuels d'histoire par le ministère de l'Education japonais, où est relevé un problème de terminologie. Elles sont ravivées en 2001 lors de la publication par la maison d'édition Fusōsha du manuel de la Société japonaise pour une réforme des manuels d'histoires, ou Tsukuru-Kai (作る会), une organisation nationaliste et révisionniste. Le manuel minimisait notamment les crimes de guerre du Japon Shōwa commis par l'armée impériale japonaise en Chine durant la seconde guerre sino-japonaise (comme le massacre de Nankin, où entre 100 000 et 300 000 civils chinois ont été tués en six semaines).

## Description
Les populations chinoise et coréenne se sont indignées qu'un tel manuel puisse être publié et ont accusé le Japon de révisionnisme. Le gouvernement coréen lui reprochait notamment de promouvoir une opinion pro-annexion coréenne en louant les apports bénéfiques de cette colonisation à la Corée. Le gouvernement japonais refusa cependant de modifier ledit manuel estimant que, étant édité par une société privée, il relevait de la compétence des préfectures d'approuver ou non le manuel (le taux d'adoption de ce manuel en 2001 était de 0,039 %). Le gouvernement japonais estime également avoir, à de nombreuses reprises, émis ses « profonds remords » sur cette période de l'Histoire alors que les plaignants soutiennent que ces remords ont été exprimés à titre personnel par quelques premiers ministres sans jamais être ratifiés par la Diète du Japon. Le gouvernement japonais reproche par ailleurs à la Chine de laisser les courants antijaponais s'exprimer de la sorte.
Les tensions autour des manuels d'histoire ne se limitent pas à l'ouvrage de la Tsukuru-Kai. Le gouvernement coréen remet en question les dires de plusieurs autres manuels sur divers sujets :
- La présence de coréens et de chinois parmi les pirates japonais Wakō. Cette théorie est soutenue par les historiens japonais mais, réfutée par leurs homologues coréens.
- Le véritable objectif des invasions du shogun Toyotomi Hideyoshi en Corée. Les manuels représentatifs japonais présente l'objectif principal du shogun comme étant la Chine et non la Corée. Cette affirmation ne contente pas les coréens qui restent persuadés que l'objectif premier du Japon était la Corée.
- La controverse autour des ambassades coréennes au Japon. Le manuel de la Tsukuru-Kai soutient que les relations diplomatiques entre le Japon et Corée furent rétablies par le shogun Tokugawa Ieyasu qui exerçait un rapport de force sur la Corée. Les historiens coréens comme japonais soutiennent, eux, que les relations entre les deux pays à cette époque étaient égalitaires.
- La liaison entre l'émergence du Seikanron et le refus d’« ouverture » de la Corée est également un sujet de discorde entre les deux pays. Pour les historiens coréens, c'est la volonté du Japon "de rompre les relations de bon voisinage en cherchant à imposer des relations inégalitaires à la Corée" qui aurait entraîné un refus d’« ouverture » de cette dernière.
- La controverse autour des femmes de réconfort. La responsabilité de l'armée japonaise dans l'installation de "stations de confort" a été à de maintes reprises prouvée par des chercheurs japonais tels que Yoshiaki Yoshimi ou bien Yuki Tanaka. C'est au milieu des années 1990 que le terme de "femmes de réconfort" commence à être utilisé dans les manuels scolaires japonais et coréens. Cependant, si en Corée la tendance s'est généralisée dans tout le pays, au Japon, l'emploi du terme n'a cessé de diminuer jusqu'à ce qu'il ne soit mentionné que dans un seul ouvrage en 2006.
  - Le débat sur la légitimité de l'annexion de la Corée. Dans la première édition de son manuel, en 2001, la Tsukuru-Kai appuie l'idée selon laquelle « la Corée constituait une menace réelle pour l’archipel et qu’elle avait elle-même souhaité être transformée en protectorat[2] ». Cette déclaration est réfutée par les chercheurs coréens. Dans l'édition de 2005, la modernisation de la Corée est présentée comme résultant des bienfaits de l'occupation japonaise. Cette dernière affirmation n'est pas partagée par les historiens japonais[2].

Ces tensions se sont par ailleurs accentuées avec l'annonce de l'entrée potentielle du Japon en tant que membre permanent du Conseil de sécurité des Nations unies ce qui a soulevé une série de manifestations antijaponaises. La Chine n'accepte en effet pas qu'un pays niant les crimes de guerre qu'il a commis puisse occuper une telle fonction. Le Japon pourrait devenir le deuxième pays asiatique à devenir membre permanent, après la Chine.
En 2004 et en 2007, à la suite des propos controversés de Shinzō Abe sur la responsabilité de l'armée impériale à l'égard des femmes de réconfort, le député du Parti libéral démocrate Nariaki Nakayama s'est targué d'avoir réussi à expurger les manuels de toute mention relative à ce dossier et a soutenu que les femmes qui se disent victimes devraient plutôt« être fières d'être des femmes de réconfort » ,.
À la suite de ces controverses, des campagnes d'écriture commune de manuels scolaires sont mises en place. La Société d'étude des manuels d'histoire (Yŏksa kyogwasŏ yŏnguhoe et la Société d'étude pour l'enseignement de l'histoire (Rekishi kyōiku kenkyū-kai 歴史教育研究会) sont deux organismes représentatifs de cette collaboration nippo-coréenne.